# De sista ljuva åren
De sista ljuva åren, text och musik av Jan Christer Eriksson, är en sång som dansbandet Lasse Stefanz och sångerskan Christina Lindberg spelade in i duett. Den låg ursprungligen på Lasse Stefanz album Livets ljusa sida från 1988. Sången handlar om att även på äldre dar trivas med livet.
Sången finns med i TV-serien Leende guldbruna ögon, där Lennartz övar på den.

## Listplaceringar

### Svensktoppen
På singel var "De sista ljuva åren" först en B-sida. men testades ändå på Svensktoppen och steg in på listan den 5 februari 1989. Den stannade där i 65 omgångar fram till den 23 september 1990, vilket då var rekordet. Rekordet slogs av Sven-Ingvars 1991-1993 med låten "Två mörka ögon".
Melodin nådde aldrig Svensktoppens förstaplats men blev ändå en stor hit och en av de mest kända dansbandssångerna någonsin. Den 22 november 2002, i samband med att Svensktoppen firade 40-årskalas i Berwaldhallen i Stockholm, utsågs den till "Tidernas svensktoppslåt".

## Andra inspelningar
- Det svenska dansbandet Leif Hagbergs tolkade 1990 låten på albumet En torkad ros.[5]
- 1992, då sången ännu innehade rekordet för längst antal veckor på listan, spelades den in med specialskriven text som "De 30 gångna åren", i samband med Svensktoppens 30-årsjubileum.[6]
- Den svenska hårdrocksgruppen Black Ingvars spelade in en cover i hårdrocksstil på "De sista ljuva åren" på sitt album "Earcandy Six" från 1995.[7]
- Sven-Bertil Taube spelade 2001 in en cover av den med sin egen stil, detta på samlingen Osannolikt svenskt, där blandade artister hyllade svensk musik.[8]
- I Sveriges Radios program Sommar i P1 framförde Peter LeMarc den 6 juli 2008 en egen version.[9]
- Låten framfördes i Dansbandskampen 2008 av Bengt Hennings.
- En version i Framåt fredag hette "Sista ljuva blosset" och handlade om då Sverige införde rökförbud på krogen den 1 juni 2005.[10]
- I Dansbandskampen 2010 tolkades låten av Patrik's Combo.
- I Så mycket bättre 2022 tolkades låten av Anna Ternheim.[11]

### Fotnoter
1. ↑  ”Christer Ericsson - SFdb”. 29 juni 1952. https://www.svenskfilmdatabas.se/sv/item/?type=person&itemid=301211#soundtrack-listing. Läst 5 februari 2025.
2. ↑  Countrywood - Christina Lindberg Arkiverad 13 augusti 2010 hämtat från the Wayback Machine.
3. ↑  Svensktoppen - 1990
4. ↑  ””De sista ljuva åren” tidernas Svensktoppslåt”. Svenska dagbladet. 24 november 2002. http://www.svd.se/kultur/de-sista-ljuva-aren-tidernas-svensktoppslat_72863.svd. Läst 8 maj 2011.
5. ↑  ”En torkad ros”. Svensk mediedatabas. 10 augusti 1990. http://smdb.kb.se/catalog/id/001483063. Läst 14 december 2010.
6. ↑  ”De 30 gångna åren”. Bryllis. Arkiverad från originalet den 28 augusti 2013. https://archive.is/20130828130115/http://bryllis.se/Filer%20till%20sangtexter-singlar/29%20de%2030%20gangna%20aren.htm. Läst 28 augusti 2025.
7. ↑  ”Information på Svensk mediedatabas”. Arkiverad från originalet den 11 november 2013. https://web.archive.org/web/20131111193446/http://smdb.kb.se/catalog/id/001507802. Läst 22 augusti 2010.
8. ↑  Information i Svensk mediedatabas.
9. ↑  Sommar - 6 juli 2008 Arkiverad 28 oktober 2008 hämtat från the Wayback Machine.
10. ↑  Framåt fredag - Sista ljuva blosset
11. ↑  ”Här tolkar Anna Ternheim De sista ljuva åren, av Lasse Stefanz”. www.tv4.se. Arkiverad från originalet den 24 oktober 2022. https://web.archive.org/web/20221024105200/https://www.tv4.se/klipp/va/13796772/har-tolkar-anna-ternheim-de-sista-ljuva-aren-av-lasse-stefanz. Läst 24 oktober 2022.